# Acronyches willistoni
Acronyches willistoni är en tvåvingeart som beskrevs av Hermann 1921. Acronyches willistoni ingår i släktet Acronyches och familjen rovflugor.
Artens utbredningsområde är Surinam. Inga underarter finns listade i Catalogue of Life.